# غابرييل كابايرو
غابرييل كابايرو (بالإسبانية: Gabriel Caballero)‏ (مواليد 5 فبراير 1971) هو لاعب كرة قدم. يلعب مع منتخب المكسيك لكرة القدم. سبق له أن لعب في كأس العالم لكرة القدم مع منتخب بلاده.

## روابط خارجية
- غابرييل كابايرو على موقع الاتحاد الدولي (مؤرشف)  (الإنجليزية)
- غابرييل كابايرو على موقع قاعدة بيانات كرة القدم.إي يو (الإنجليزية)
- غابرييل كابايرو على موقع ناشيونال فوتبول تيمز (الإنجليزية)
- غابرييل كابايرو على موقع Soccerway.com (الإنجليزية)
- غابرييل كابايرو على موقع عالم كرة القدم.نت (الإنجليزية)